# Remorso

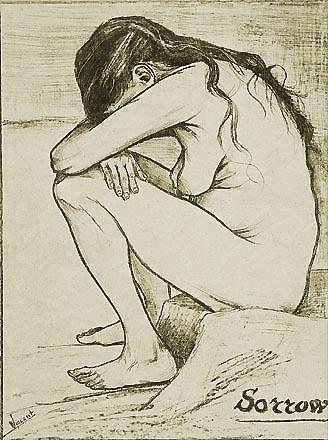
As pessoas sentem remorso quando temem serem punidas por erros que cometeram.

Remorso é um sentimento experimentado por aqueles que acreditam que cometeram uma ação que infringe um código moral (pessoal ou não) que obedecem.
O remorso é mais intenso que a tristeza e implica um estado de longo prazo. Ao mesmo tempo sugere um grau de resignação o que atribui ao remorso um certo grau de dignidade. Em termos de atitude o remorso pode ser entendido como algo entre a tristeza que envolve uma aceitação e a angústia e que envolveria uma não aceitação.
A palavra remorso tem origem latina, vem de remorsus, particípio passado de remordere, que significa tornar a morder. Liga-se, portanto, a dilacerar, atacar, satirizar, ferir, torturar, atormentar. A etimologia da palavra dá a ideia de que esse sentimento é doloroso, angustiante e provoca vergonha. Isso vem da consciência de termos agido mal. Geralmente vem acompanhado de arrependimento, culpa, lamentação. 
O remorso é um sentimento sobre os acontecimentos e atitudes do passado. É a sensação do que não era para ser dito, do que não era para ser feito ou do que deveria ter sido dito ou feito, porém não foi. 
Pode se tornar uma doença. Um grande desgaste como, por exemplo, as dores de cabeça que não sabemos a razão, ou mesmo a vesícula funcionar mal, as palpitações ou em casos mais extremos, pode desencadear ao indivíduo distúrbios emocionais tais como, depressão ou ansiedade.  
É o remorso a massacrar o corpo sem que percebamos. Está nas mãos de cada um curar o mal ou a dor que sentimos. 
Em algum momento da nossa vida sentimos remorso. Ele pode ser também um sinalizador de que nos preocupamos ou deveríamos nos preocupar com algo importante que temos a aprender. E assim servir de aprendizado para que possamos fazer melhores escolhas no futuro. 
Quando o remorso vira uma sensação de que fracassamos ou quando ficamos desapontados, esse sentimento traz muito sofrimento que pode afetar nossa vida de forma negativa. A tal ponto de nos impedir de vivermos o aqui e agora, o presente. Podemos ficar impotentes para usar nossos recursos internos, impedindo de realizarmos as mudanças positivas em nossa vida. Quando o remorso ultrapassa esses limites, ele deixa de ser produtivo e útil. 
As emoções, tanto negativas quanto positivas sempre servem como aprendizado importante. Porém, quando vão além desse limite e passam a trazer problemas e dificuldades que não conseguimos resolver, indica que está na hora de procurar ajuda profissional.

## Referencias
1. ↑  Anna Wierzbicka, Emotions across Languages and Cultures (1999) p. 66
2. 1 2  Wierzbicka, p. 66